# Kremlingames
Kremlingames es una cooperativa independiente de desarrollo de videojuegos fundada en 2014. Se especializan en hacer juegos de estrategia geopolítica en los que el jugador tiene la oportunidad de reescribir la historia de la Unión Soviética (URSS) y otros países. El estudio es copropiedad de Maxim Chornobuk y Vasiliy Kostylev, y otros miembros contribuyen a decisiones importantes.
Kremlingames ha creado varios juegos, incluidos Crisis in the Kremlin (2017), Ostalgie: The Berlin Wall y China: Mao's Legacy, en los que los jugadores controlan la Unión Soviética, una de las muchas naciones del Bloque del Este u otros estados socialistas, y la República Popular. de China (RPC), respectivamente.
Kremlingames es un desarrollador bilingüe que lanza juegos tanto en ruso como en inglés. Sus juegos tienden a girar en torno a la gestión política y económica de un país durante la Guerra Fría. Su juego más reciente se titula Collapse: A Political Simulator .

## Juegos

### Crisis in the Kremlin (2017)
El primer juego de Kremlingames, Crisis in the Kremlin (en ruso: Кризис в Кремле ), es una nueva versión de un videojuego del mismo título creado en 1991. El jugador actúa como el líder de la Unión Soviética. El juego tiene lugar principalmente durante el período de la Perestroika en la URSS. A diferencia del original, el objetivo no es solo preservar la URSS y el Pacto de Varsovia; el jugador puede perseguir una miríada de otras condiciones de victoria, incluida la expansión del bloque comunista. En este juego, es posible ganar la Guerra Fría debilitando a Estados Unidos hasta que deje de ser una superpotencia. El juego introdujo facciones adicionales y múltiples finales que incluyen perestroika, guerra nuclear, comunismo mundial y desfiles de soberanía. Los sistemas económico, doméstico y diplomático también se hicieron más complejos.
Desde su lanzamiento, Crisis in the Kremlin se ha actualizado periódicamente y ha recibido contenido descargable (DLC), incluidos Homeland of the Revolution y The Accident.

#### Desarrollo y recepción
La versión original del juego estaba en el motor FireURQ, pero poco antes de que se abriera el sitio en marzo de 2015, se transfirió a GameMaker.  Desde 2016, el juego se desarrolló en el motor Unity. Para febrero de 2016, un sistema esquemático de política interna permitió el establecimiento de doctrinas y la adopción de leyes. La política exterior se presenta en forma de un mapa detallado del mundo (Europa, Asia/Oceanía, África y ambas Américas) con botones de interacción con países, doctrinas y eventos, así como indicadores de relaciones con Estados Unidos y China. El juego tiene la capacidad de reformar el gobierno soviético, la asignación presupuestaria y estadísticas detalladas. El juego se basa en turnos: el jugador modifica la política, cambia el presupuesto y pasa al siguiente mes a través de un evento. El juego fue lanzado el 20 de marzo de 2017.

Recibió comentarios abrumadoramente positivos en Steam (9/10) y Game World Navigator lo ha señalado como un buen sucesor de la versión de 1991, especialmente por su profundidad y atención a los detalles. Sin embargo, no deja de recibir una buena cantidad de críticas, sobre todo por su torpeza general percibida y su interfaz de usuario confusa. La destacada revista rusa de juegos Game World Navigator le dio al juego una calificación de 6.2 / 10 y criticó el juego por su interfaz de usuario. Otra destacada revista rusa de juegos, Igromania, calificó el juego con un 8/10, elogiándolo por sus interacciones complejas y detalladas, pero señaló los gráficos como "aterradores".
El 22 de agosto de 2017, se lanzó el DLC The Accident, en el que los jugadores tomaron el control de la República Soviética de Ucrania. Sus historias incluyen el accidente de la planta de energía nuclear de Chernobyl y la implementación de la Perestroika por parte de Gorbachov. El 12 de marzo de 2020, esto fue seguido por el DLC Homeland of the Revolution, que vio a los jugadores tomar el control de la RSFSR en 1989–1991, luego de la lucha política entre Mijaíl Gorbachov y Borís Yeltsin y el desfile de soberanías.

### Ostalgie: The Berlin Wall
En el verano de 2017, con el éxito inesperado de Crisis in the Kremlin, Kremlingames comenzó a trabajar en Ostalgie: The Berlin Wall. Se basó en un juego anterior simplemente titulado Ostaglie.  Al igual que su predecesor, sigue los acontecimientos de la Guerra Fría y se centra en las naciones del bloque comunista en 1989-1990. Ostalgie: The Berlin Wall difiere de Crisis in the Kremlin en varios aspectos. Opera en tiempo real con nuevas funciones para expandir la diplomacia y crear edificios. El jugador puede jugar como Alemania del Este, Bulgaria, Polonia o Rumania en el juego base y cada expansión agrega más naciones, cada una con sus propias luchas únicas. Fue lanzado el 25 de marzo de 2018.
El objetivo del juego es permanecer en el poder hasta finales de 1992. Durante este tiempo, los jugadores pueden acelerar o prevenir el colapso del campo socialista. Los jugadores toman decisiones sobre el fortalecimiento de sus regímenes de izquierda o la reforma del gobierno. El juego también permite a los jugadores ayudar a los conservadores de la RPC y la URSS a revertir o acelerar las reformas.
Desde su lanzamiento, Ostalgie: The Berlin Wall ha tenido varias expansiones que incluyen Legacy of Hoxha (que agrega Albania, Hungría y Checoslovaquia) y Fall of the Curtain (que agrega Corea del Norte, Cuba y Afganistán).
Ostalgie: The Berlin Wall y sus expansiones han recibido críticas positivas de los jugadores en Steam (9/10). El juego ganó el segundo lugar en la categoría Favorito de los fanáticos en los premios del Campeonato mundial de desarrollo de juegos de 2018. El juego también fue revisado favorablemente por el periódico de Alemania Oriental Neues Deutschland.

### China: Mao's Legacy
China: Mao's Legacy es un juego de estrategia política que sigue a la República Popular China de 1976 a 1985 en el período turbulento durante y después de la muerte de Mao Zedong.  El juego se enfoca en mantener el país tanto económica como políticamente mientras previene una transferencia de poder no pacífica.  Los jugadores se enfrentan a numerosas opciones, como invadir Vietnam, encarcelar a la Banda de los Cuatro, integrar Hong Kong, interferir en varias escaramuzas y restaurar las relaciones con la URSS. Todos los parámetros de China se pueden controlar: su sistema político, economía, ejército, servicios especiales, políticas familiares, doctrina de las libertades y mucho más.
El juego presenta un nuevo sistema de políticos, incluidos políticos chinos reales de ese período, así como personajes generados por el juego. El destino de las carreras de estos personajes está completamente bajo el control del jugador.

#### Desarrollo y recepción
China: Mao's Legacy comenzó a desarrollarse en la primavera de 2018. Fue desarrollado utilizando el motor de su antecesor (Unity) y utilizó las funciones económicas del DLC The Accident from Crisis in the Kremlin. El juego se lanzó el 25 de mayo de 2019.
El juego recibió, en general, comentarios positivos de los jugadores en Steam (9/10) pero fue bloqueado en la República Popular China. La organización de noticias con sede en Hong Kong Initium Media en su libro Game On: 歡迎進入遊戲世界 consideró que el tema era triste y que el juego era difícil pero también gratificante al permitir que el jugador cambiara la historia.

### Collapse: a Political Simulator
Collapse: A Political Simulator es un simulador político y un juego de estrategia centrado en la gestión de una ex república soviética ficticia, acertadamente llamada "República", tras el colapso de la URSS. El juego te permite tomar el control como líder de uno de los principales partidos políticos de la República e intentar ganar cargos y controlar las distintas regiones del país. El juego tiene lugar entre los años 1992 y 2004. Republic comienza en una situación desesperada y depende del jugador si las condiciones mejoran o no en el país. El juego se lanzó el 23 de febrero de 2021.

### Otros juegos y proyectos

#### Euromaidan
Euromaidan es un juego dedicado al Euromaidan, lanzado en 2015. El jugador podría jugar como el presidente legítimo de Ucrania, Viktor Yanukovych, o aspirantes a su puesto durante las manifestaciones de Euromaidán. El juego es similar a Crisis in the Kremlin pero también tiene la capacidad de multijugador.
La primera versión del juego, supuestamente, le dio cierta fama a la compañía en muchos sentidos, difundiéndose "de mano en mano".

#### Kremlinocracy
Kremlinocracy es un juego lanzado en 2015. Kremlinocracy juega de manera similar al juego psicológico verbal Mafia. El objetivo del jugador es tomar el poder y mantenerlo durante al menos tres años. Hay tres escenarios destacados:
1. La muerte de Lenin
2. La muerte de Brezhnev
3. Realidad alternativa Rusia, donde Medvédev continuó la política de Yeltsin.[50]

#### Empire: Paths of History
Empire: Paths of History (ruso : Империя: Пути истории) es un juego basado en texto con campañas soviéticas, alemanas y de la Perestroika y un editor de guiones. En el juego, el jugador asume el papel de jefe de una organización secreta. El jugador tiene acceso a las estadísticas del país y la oportunidad de elegir entre candidatos a la presidencia, con las consecuencias correspondientes, en la campaña alemana se elige entre el plan Ost y el plan Ribbentrop, y en la campaña dedicada a la Perestroika, se ofrecen opciones de reforma.

#### The Collapse
La novela-juego Collapse se anunció poco después del lanzamiento de Crisis in the Kremlin. El jugador asumiría el papel de un oficial de la KGB en medio de los eventos de 1991 que debe investigar la muerte de un importante oficial de los organismos de seguridad del estado. Kremlingames suspendió y luego congeló su desarrollo indefinidamente para centrarse en Ostalgie. En septiembre de 2019, el proyecto fue terminado.